# Luca Marini

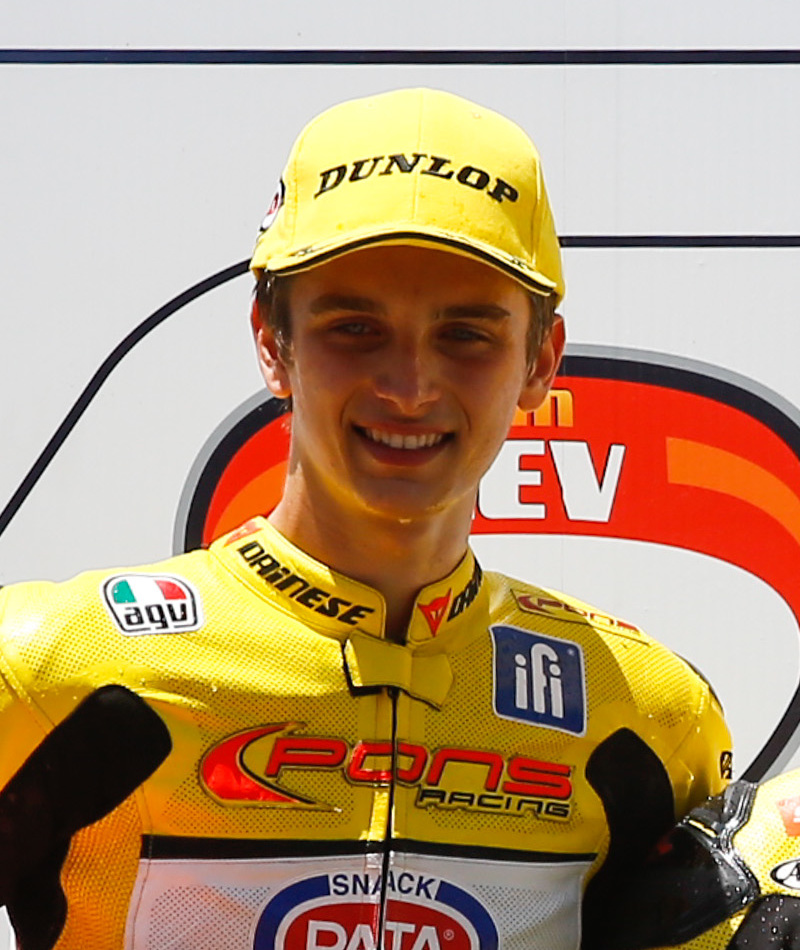
Luca Marini (2015)

Luca Marini (* 10. August 1997 in Urbino) ist ein italienischer Motorradrennfahrer. Er ist der mütterliche Halbbruder Valentino Rossis und wurde Vizeweltmeister in der Moto2-Klasse der Motorrad-Weltmeisterschaft 2020. Seine Startnummer ist die 10. Nach drei Jahren in der MotoGP-Klasse mit Mooney VR46 Racing Team wechselt er zur Saison 2024 zu Repsol Honda.

## Karriere

### Anfangsjahre
Im Jahr 2013 begann Marini seine Motorsportlaufbahn in der Italienischen Motorrad-Straßenmeisterschaft, wo er in der Moto3-Klasse mit sechs Podestplätzen den vierten Rang in der Gesamtwertung belegte. Beim Großen Preis von San Marino 2013 auf dem Misano World Circuit Marco Simoncelli feierte Marini sein Debüt in der Moto3-Klasse der Motorrad-Weltmeisterschaft. Er trat auf einer FTR-Honda des Twelve Racing Team an, stürzte jedoch im Rennen bereits in der ersten Kurve.
2014 startete er in der Moto3-Klasse der spanischen Meisterschaft und wurde Gesamt-16.
2015 trat er in der Moto2-Europameisterschaft mit dem Paginas Amarillas HP 40 Junior Team an und beendete die Saison als Fünfter der Gesamtwertung. Auch startete er in der Saison 2015 erneut mit einer Wildcard in Misano – diesmal in der Moto2-Klasse für das Pons Racing Junior Team auf einer Kalex – und beendete das Rennen auf dem 21. Platz.

### Moto2-Klasse
2016 bestritt Marini seine erste volle Saison in der Motorrad-WM. Er trat für das Forward Racing Team neben Landsmann Lorenzo Baldassarri auf einer Kalex an und fuhr mit dem zehnten Platz beim Saisonauftakt in Katar seine ersten WM-Punkte ein. Beim Großen Preis von Deutschland auf dem Sachsenring erreichte er mit Rang sechs sein bestes Saisonergebnis. In der Saison-Gesamtwertung belegte er den 23. Platz.
In der Saison 2017 ging Marini ebenfalls für Forward Racing auf Kalex an den Start und steigerte sich auf Rang 15 im Gesamtklassement, mit Platz vier in Tschechien als bestem Saisonergebnis.
Zur Saison 2018 wechselte Luca Marini innerhalb der Moto2-Klasse zum Sky Racing Team VR46 seines Halbbruders Valentino Rossi. Zu Saisonbeginn behinderten ihn die Folgen einer im Winter durchgeführten Schulteroperation. Im Juli fuhr er beim Großen Preis von Deutschland mit dem dritten Rang seine erste Podiumsplatzierung und später beim Großen Preis von Malaysia auf dem Sepang International Circuit den ersten Sieg in der Motorrad-Weltmeisterschaft ein. Im Gesamtklassement kam er damit auf den siebten Platz.
2019 gewann Marini – weiterhin auf Kalex im VR46-Team – in Thailand und Japan und wurde WM-Sechster.
In der Saison 2020, seiner letzten in der mittleren Klasse, zählte Marini zu den Titelfavoriten. Er gewann die Grands Prix von Spanien, San Marino und Katalonien und lag zur Mitte der Saison an der Spitze der Gesamtwertung. Jedoch machte ein schwerer Sturz im Qualifying zum Grand Prix von Frankreich in Le Mans seine Titelhoffnungen letztendlich zunichte. Mit neun Punkten Rückstand auf seinen Landsmann Enea Bastianini und punktgleich mit dem Briten Sam Lowes wurde Marini 2020 Moto2-Vizeweltmeister.

### MotoGP-Klasse
Zur Saison 2021 stieg Luca Marini in die MotoGP-Klasse auf und pilotierte eine Ducati Desmosedici des Esponsorama-Avintia-Teams mit Sky-VR46-Lackierung. Er wurde 19. in der Gesamtwertung mit Platz fünf in Spielberg als bestem Saisonergebnis.
Zur Saison 2022 wechselte Marini ins Mooney VR46 Racing Team seines Halbbruders Valentino Rossi, wo er wiederum auf Ducati Desmosedici antrat. Sein Teamkollege war, wie schon im Jahr 2020, Marco Bezzecchi. Seine besten Saisonergebnisse waren vierte Plätze in den aufeinanderfolgenden Rennen in Österreich und San Marino. Mit 120 Punkten sicherte sich Marini Rang zwölf in der Gesamtwertung und lag damit zwei Plätze vor seinem Teamkollegen, der Rookie of the Year wurde.
2023 ging Luca Marini wiederum für das Mooney VR46 Racing Team an den Start, sein Teamkollege war unverändert Bezzecchi. Seine besten Saisonresultate waren dritte Plätze bei den Sprintrennen in Argentinien, Thailand und Katar sowie der zweite Rang beim Grand Prix of The Americas –sein erster Podestplatz in der MotoGP-Klasse überhaupt. Beim Sprint zum 13. Saisonrennen in Indien kollidierte Marini nach dem Start mit seinem Teamkollegen, stürzte und brach sich das linke Schlüsselbein. Er musste daraufhin pausieren und nahm erst beim Großen Preis von Indonesien wieder am Renngeschehen teil. Am Saisonende belegte er mit 201 Punkten Rang acht in der Gesamtwertung.
Am 7. September 2023 gaben Marini und das Mooney VR46 Racing Team bekannt, dass er auch in der Saison 2024 für das Team fahren würde. Am 27. November 2023, nach dem letzten Saisonrennen, gab die Honda Racing Corporation jedoch bekannt, dass Marini einen Zwei-Jahres-Vertrag unterzeichnet hat und ab dem Jahr 2024 für das Repsol Honda Team in der MotoGP-Klasse antreten wird.
Ende Mai 2025 stürzte Marini am zweiten Testtag für das 8-Stunden-Rennen auf dem Suzuka-Circuit schwer. "Marini kugelte sich die linke Hüfte aus, verletzte sich die Bänder im linken Knie, erlitt einen Bruch des Brustbeins und des linken Schlüsselbeins sowie einen rechtsseitigen Pneumothorax und wurde in ein örtliches Krankenhaus gebracht, wo er stabilisiert wurde". Er werde vorerst in Japan unter Beobachtung bleiben, "bis er als reisefähig eingestuft wird", gab das Honda-Team bekannt. Am 13. Juli 2025 konnte Marini beim Großen Preis von Deutschland wieder starten.

## Statistik

### Erfolge
- 6 Grand-Prix-Siege

### In der Motorrad-Weltmeisterschaft
(Stand: Großer Preis von Österreich, 17. August 2025)
| Saison | Klasse | Team                    | Motorrad  | Rennen | Siege | Zweiter | Dritter | Poles | Schn. Runden | Punkte | Ergebnis |
| ------ | ------ | ----------------------- | --------- | ------ | ----- | ------- | ------- | ----- | ------------ | ------ | -------- |
| 2013   | Moto3  | Twelve Racing           | FTR-Honda | 1      | –     | –       | –       | –     | –            | 0      | –        |
| 2015   | Moto2  | Pons Racing Junior Team | Kalex     | 1      | –     | –       | –       | –     | –            | 0      | –        |
| 2016   | Moto2  | Forward Team            | Kalex     | 18     | –     | –       | –       | –     | 1            | 34     | 23.      |
| 2017   | Moto2  | Forward Team            | Kalex     | 16     | –     | –       | –       | –     | –            | 59     | 15.      |
| 2018   | Moto2  | SKY Racing Team VR46    | Kalex     | 18     | 1     | 2       | 2       | 2     | 1            | 147    | 7.       |
| 2019   | Moto2  | SKY Racing Team VR46    | Kalex     | 19     | 2     | 1       | 1       | 1     | 2            | 190    | 6.       |
| 2020   | Moto2  | SKY Racing Team VR46    | Kalex     | 15     | 3     | 3       | –       | 2     | 1            | 196    | 2.       |
| 2021   | MotoGP | Sky VR46 Avintia        | Ducati    | 18     | –     | –       | –       | –     | –            | 41     | 19.      |
| 2022   | MotoGP | Mooney VR46 Racing Team | Ducati    | 20     | –     | –       | –       | –     | 1            | 120    | 12.      |
| 2023   | MotoGP | Mooney VR46 Racing Team | Ducati    | 18     | –     | 1       | 1       | 2     | –            | 201    | 8.       |
| 2024   | MotoGP | Repsol Honda Team       | Honda     | 19     | –     | –       | –       | –     | –            | 14     | 22.      |
| 2025   | MotoGP | Honda HRC Castrol       | Honda     | 10     | –     | –       | –       | –     | –            | 55     | 15.      |
| Gesamt | Gesamt | Gesamt                  | Gesamt    | 173    | 6     | 7       | 4       | 7     | 6            | 1057   |          |

Grand-Prix-Siege
| Saison | Klasse | Rennen                        |
| ------ | ------ | ----------------------------- |
| 2018   | Moto2  | Malaysia                      |
| 2019   | Moto2  | Thailand Japan                |
| 2020   | Moto2  | Spanien San Marino Katalonien |

Einzelergebnisse
| Saison | 1        | 2           | 3           | 4          | 5          | 6          | 7                      | 8              | 9                  | 10                     | 11          | 12                     | 13         | 14             | 15             | 16             | 17         | 18             | 19             | 20        | 21       | 22       |
| ------ | -------- | ----------- | ----------- | ---------- | ---------- | ---------- | ---------------------- | -------------- | ------------------ | ---------------------- | ----------- | ---------------------- | ---------- | -------------- | -------------- | -------------- | ---------- | -------------- | -------------- | --------- | -------- | -------- |
| 2013   | Katar    | USA-Texas   | Spanien     | Frankreich | Italien    | Katalonien | Niederlande            | Deutschland    | Vereinigte Staaten |                        | Tschechien  | Vereinigtes Konigreich | San Marino | Aragonien      | Malaysia       | Australien     | Japan      | \|\| \|\| \|\| |                |           |          |          |
| 2013   |          |             |             |            |            |            |                        |                | [ # 1 ]            |                        |             |                        | DNF        |                |                |                |            |                |                |           |          |          |
| 2015   | Katar    | USA-Texas   | Argentinien | Spanien    | Frankreich | Italien    | Katalonien             | Niederlande    | Deutschland        |                        | Tschechien  | Vereinigtes Konigreich | San Marino | Aragonien      | Japan          | Australien     | Malaysia   | \|\| \|\| \|\| |                |           |          |          |
| 2015   |          |             |             |            |            |            |                        |                |                    |                        |             | 21                     |            |                |                |                |            |                |                |           |          |          |
| 2016   | Katar    | Argentinien | USA-Texas   | Spanien    | Frankreich | Italien    | Katalonien             | Niederlande    | Deutschland        | Osterreich             | Tschechien  | Vereinigtes Konigreich | San Marino | Aragonien      | Japan          | Australien     | Malaysia   | \|\| \|\| \|\| |                |           |          |          |
| 2016   | 10       | 18          | DNF         | 16         | 12         | DNF        | DNF                    | DNF            | 6                  | 17                     | DNF         | DNF                    | 13         | 25             | 12             | 16             | 9          | 22             |                |           |          |          |
| 2017   | Katar    | Argentinien | USA-Texas   | Spanien    | Frankreich | Italien    | Katalonien             | Niederlande    | Deutschland        | Tschechien             | Osterreich  | Vereinigtes Konigreich | San Marino | Aragonien      | Japan          | Australien     | Malaysia   | \|\| \|\| \|\| |                |           |          |          |
| 2017   | 6        | 12          | 10          | 5          | DNF        | 6          | DNS                    | DNF            | DNS                | 4                      | DNF         | 11                     | DNF        | DNF            | DNF            | 23             | DNF        | 23             |                |           |          |          |
| 2018   | Katar    | Argentinien | USA-Texas   | Spanien    | Frankreich | Italien    | Katalonien             | Niederlande    | Deutschland        | Tschechien             | Osterreich  | Vereinigtes Konigreich | San Marino | Aragonien      | Thailand       | Japan          | Australien | Malaysia       | \|\| \|\| \|\| |           |          |          |
| 2018   | 9        | 16          | 13          | DNF        | DNF        | 7          | 17                     | 8              | 3                  | 2                      | 3           | C                      | DNF        | 11             | 2              | 9              | 5          | 1              | DNF            |           |          |          |
| 2019   | Katar    | Argentinien | USA-Texas   | Spanien    | Frankreich | Italien    | Katalonien             | Niederlande    | Deutschland        | Tschechien             | Osterreich  | Vereinigtes Konigreich | San Marino | Aragonien      | Thailand       | Japan          | Australien | Malaysia       | \|\| \|\| \|\| |           |          |          |
| 2019   | 8        | 7           | 6           | 8          | 13         | 2          | 6                      | 3              | 10                 | 5                      | DNF         | 9                      | 11         | 4              | 1              | 1              | DNF        | 10             | 8              |           |          |          |
| 2020   | Katar    | Spanien     | Andalusien  | Tschechien | Osterreich | Steiermark | San Marino             | Emilia-Romagna | Katalonien         | Frankreich             | Aragonien   |                        | Europa     | Valencia       | \|\| \|\| \|\| |                |            |                |                |           |          |          |
| 2020   | DNF      | 1           | 2           | 4          | 2          | 7          | 1                      | 4              | 1                  | 17                     | DNF         | 11                     | 6          | 5              | 2              |                |            |                |                |           |          |          |
| 2021   | Katar    | Katar       | Portugal    | Spanien    | Frankreich | Italien    | Katalonien             | Deutschland    | Niederlande        | Steiermark             | Osterreich  | Vereinigtes Konigreich | Aragonien  | San Marino     | USA-Texas      | Emilia-Romagna | Portugal   | \|\| \|\| \|\| |                |           |          |          |
| 2021   | 16       | 18          | 12          | 15         | 12         | 17         | 12                     | 15             | 18                 | 14                     | 5           | 15                     | 20         | 19             | 14             | 9              | 12         | 17             |                |           |          |          |
| 2022   | Katar    | Indonesien  | Argentinien | USA-Texas  | Portugal   | Spanien    | Frankreich             | Italien        | Katalonien         | Deutschland            | Niederlande | Vereinigtes Konigreich | Osterreich | San Marino     | Aragonien      | Japan          | Thailand   | Australien     | Malaysia       | \|\| \|\| |          |          |
| 2022   | 13       | 14          | 11          | 17         | 12         | 16         | 9                      | 6              | 6                  | 5                      | 17          | 12                     | 4          | 4              | 7              | 6              | 23         | 6              | DNF            | 7         |          |          |
| 2023   | Portugal | Argentinien | USA-Texas   | Spanien    | Frankreich | Italien    | Deutschland            | Niederlande    | Kasachstan         | Vereinigtes Konigreich | Osterreich  | Katalonien             | San Marino | Indien         | Japan          | Indonesien     | Australien | Thailand       | Malaysia       | Katar     | Valencia |          |
| 2023   | DNF      | 83          | 27          | 6          | DNF4       | 45         | 54                     | 7              | C                  | 7                      | 4           | 11                     | 97         | DNS            |                | DNF2           | 12         | 73             | 109            | 3         | 9        |          |
| 2024   | Katar    | Portugal    | USA-Texas   | Spanien    | Frankreich | Katalonien | Italien                | Niederlande    | Deutschland        | Vereinigtes Konigreich | Osterreich  | Aragonien              | San Marino | Emilia-Romagna | Indonesien     | Japan          | Australien | Thailand       | Malaysia       | \|\|      |          |          |
| 2024   | 20       | 17          | 16          | 17         | 16         | 17         | 20                     | 17             | 15                 | 17                     | DNF         | 17                     | DNS        | 12             | DNF            | 14             | 14         | 12             | 15             | 16        |          |          |
| 2025   | Thailand | Argentinien | USA-Texas   | Katar      | Spanien    | Frankreich | Vereinigtes Konigreich | Aragonien      | Italien            | Niederlande            | Deutschland | Tschechien             | Osterreich | Ungarn         | Katalonien     | San Marino     | Japan      | Indonesien     | Australien     | Malaysia  | Portugal | Valencia |
| 2025   | 12       | 10          | 8           | 10         | 10         | 11         | 15                     | INJ            | INJ                | INJ                    | 6           | 12                     | 13         |                |                |                |            |                |                |           |          |          |

| Legende  | Legende            | Legende                                                          |
| Farbe    | Abkürzung          | Bedeutung                                                        |
| -------- | ------------------ | ---------------------------------------------------------------- |
| Gold     | –                  | Sieg                                                             |
| Silber   | –                  | 2. Platz                                                         |
| Bronze   | –                  | 3. Platz                                                         |
| Grün     | –                  | Platzierung in den Punkten                                       |
| Blau     | –                  | Klassifiziert außerhalb der Punkteränge                          |
| Violett  | DNF                | Rennen nicht beendet (did not finish)                            |
| Violett  | NC                 | nicht klassifiziert (not classified)                             |
| Rot      | DNQ                | nicht qualifiziert (did not qualify)                             |
| Rot      | DNPQ               | in Vorqualifikation gescheitert (did not pre-qualify)            |
| Schwarz  | DSQ                | disqualifiziert (disqualified)                                   |
| Weiß     | DNS                | nicht am Start (did not start)                                   |
| Weiß     | WD                 | zurückgezogen (withdrawn)                                        |
| Hellblau | PO                 | nur am Training teilgenommen (practiced only)                    |
| Hellblau | TD                 | Freitags-Testfahrer (test driver)                                |
| ohne     | DNP                | nicht am Training teilgenommen (did not practice)                |
| ohne     | INJ                | verletzt oder krank (injured)                                    |
| ohne     | EX                 | ausgeschlossen (excluded)                                        |
| ohne     | DNA                | nicht erschienen (did not arrive)                                |
| ohne     | C                  | Rennen abgesagt (cancelled)                                      |
| ohne     | keine WM-Teilnahme |                                                                  |
| sonstige | P/fett             | Pole-Position                                                    |
| sonstige | 1/2/3/4/5/6/7/8    | Punktplatzierung im Sprint-/Qualifikationsrennen                 |
| sonstige | SR/kursiv          | Schnellste Rennrunde                                             |
| sonstige | *                  | nicht im Ziel, aufgrund der zurückgelegten Distanz aber gewertet |
| sonstige | ()                 | Streichresultate                                                 |
| sonstige | unterstrichen      | Führender in der Gesamtwertung                                   |

Anmerkungen
1. ↑  Kein Rennen in der Moto3-Klasse